# 關山美沙紀
關山美沙紀（日语：／ Sekiyama Misaki，2月22日—），日本女性配音員、旁白。出身於兵庫縣。

## 人物簡介
81 Produce所屬。81Actor's Studio大阪校畢業。擅長方言：關西方言。興趣、特長：網球。

## 演出作品
※粗體字表示說明飾演的主要角色。

### 電視動畫
2005年
- 玻璃假面 (2005年版)（安子）
- 格鬥美神 武龍（日语：格闘美神 武龍）（千繪）
- 不可思議星球的☆雙胞胎公主（玩偶）

2006年
- 銀魂（2006～2010，小孩B、幼年伊莉莎白[3]、小新、小孩、幼少時期的伊東鴨太郎 等）
- 我的裘可妹妹（武的母親）
- 親愛芳鄰（鈴原千早）
- 爆球Hit！轟烈彈珠人（小孩B）
- 武裝鍊金（學生）

2007年
- 風之少女艾蜜莉（凱莉·金）
- 星界死者之書
- School Days（阿米莉亞）
- 交響情人夢（2007～2010，相澤舞子、女友們、阿爾曼）3系列
- BLUE DROP ～天使們的戲曲～（護士）

2008年
- RD 潛腦調査室（介助士、女性講師）
- CHAOS;HEAD（西條拓巳的母親）
- 楚楚可憐超能少女組（學生）
- 發條武士（日语：ぜんまいざむらい）（高田的婆婆、女孩子、女性居民）
- 麵包超人（みかづきまん）
- 野良耳（日语：のらみみ）（雪的母親）
- 北斗神拳 拉歐外傳 天之霸王（西莫特的母親）

2009年
- 青之花（女教師、學姊、社員B、社員A、話劇社社員）
- 明日的與一！（義夫）
- 元素高手（薩布麗娜·福特）
- 戀愛班長（母親）
- 奇蹟少女KOBATO.
- 神曲奏界紅 crimson S（尤菲的母親）
- 鐵腕女警 DECODE:02（日语：鉄腕バーディー DECODE）（巫女）
- 科學超電磁砲（小孩）
- 第一神拳 New Challenger
- 簡單易懂的現代魔法（女導師、男孩子）

2010年
- 無法掙脫的背叛（卓也）
- 少女妖怪 石榴（三扇）
- 江戶盜賊團五葉（遊女 等）
- 火影忍者疾風傳（瑪布伊）
- 花丸幼稚園（葵的母親）
- 嬌蠻貓娘大橫行（客人）
- 少年犯之七人（娼婦）

2017年
- 商人之星的小比索（日语：アキンド星のリトル・ペソ）（皮拉特[4]、威斯坦星人、星人、幸福星人女子、星人、星人、泡泡怪物、KIRA KIRA星小孩 等）

2018年
- 小松先生 (第2期)（主婦）

2019年
- 在地下城尋求邂逅是否搞錯了什麼II（村人）
- 食戟之靈 神之皿（齋藤綜明的母親）

### OVA
2004年
- 老師的時間 GOLD（操作員C）

2008年
- 舞-乙HiME 0 ～S.ifr～（操作員）

2010年
- 亂馬½ 惡夢！春眠香（女學生A）

### 電影動畫
2009年
- 地下巧克力（日语：チョコレート・アンダーグラウンド）（廣播）

2011年
- 劇場版 火影忍者：血獄（瑪布伊）

### 遊戲
2010年
- SANGOKU CHAOS ～三國CHAOS～ MMORPG（馬岱）

2012年
- 天才爺爺與千位朋友（日语：でんぢゃらすじーさんと1000人のお友だち邪）（守教授）

### 廣播劇CD
- ～受難～（マルジャーナ）
- EX！（和惠理子）
- 少女妖怪 石榴 廣播劇CD 活劇音盤 ～共～（三扇）
- CHROME BREAKER 退魔啟示錄（日语：クロム・ブレイカー）（楓）
- 親愛芳鄰「有坂家SIDE」（鈴原千早）
  - 親愛芳鄰「神樂家SIDE」（鈴原千早）
- 廣播劇CD 心靈傳奇（街人）
- NAKED BLACK（刹那）
- 走。
- THE IDOLM@STER MILLION THE@TER WAVE 05 ARCANA（日语：THE IDOLM@STER MILLION THE@TER WAVE）（2020年，商店街人群）

### 外語配音
※作品依英文名稱和英文原名排序。

#### 電影
- 異形鬼屋（英语：Alone in the Dark (2005 film)）
- 異形鬼屋2（英语：Alone in the Dark II (film)）
- 美國鄉巴佬 (2008年電影)
- 無聲火
- 盲流感（英语：Blindness (film)）（Julianne Moore）[注 1]
- 購物狂的異想世界（受理人員）
- 數學謀殺案
- 金玉良言（英语：Good Advice）
- 衝擊點 (2008年電影)
- 害蟲橫行（Jed的女兒）
- 恐怖食人院（英语：Insanitarium）
- 荒野生存
- 逆轉殺機（英语：Kill Switch (2008 film)）
- 愛情盛宴（英语：Feast of Love）
- 金法尤物3（英语：Legally Blondes）
- 海陸悍將 ※東京電視台版。
- 惡爸臨門
- 褓姆日記（Thaniya 等）
- 顫慄汪洋（英语：Open Water (film)）
- 顫慄汪洋2（英语：Open Water 2: Adrift）
- 愛情限時簽
- 聖誕狗狗（英语：Santa Buddies）（Pete）
- 魔蝎大帝
- 雪地巴迪（英语：Snow Buddies）
- 塔瑪拉（英语：Tamara (2005 film)）
- 愛上壞女孩（英语：Water Lilies (film)）
- 羅馬不思議（Joan Martin〈Alexis Dziena 飾演〉）
- 索命黃道帶

#### 電視影集
- 5IVE（Nikki 等）
- 太空堡壘卡拉狄加（レーストラック）
- 兄弟姐妹－第42、46、49～53集。
- 神奇律師（Felicia）－第3集。
- 鐵證懸案 (第4季)－第24集。
- 白色巨塔（雅或 等）
- 靈媒緝凶 (第3季)－第18集。
- 史前逃龍
- 私人診所
  - 第2季（Morgan）－第18、19、20集。
  - 第3季（其他角色）－第1、2、6、7集。
- 複製陰謀 (第3季)－第9集。
- 超自然檔案 (第3季)
- 天才魔女（Jelly）
- 暴力美學（Dona）

#### 動畫
- Ben 10（Joey／Rojo、Tiny 等）
  - Ben 10：變身之謎（英语：Ben 10: Secret of the Omnitrix）（Mayax）
- 大耳查布（Tobique）
- 功夫熊貓：命運之爪（英语：Kung Fu Panda: The Paws of Destiny）（Fan Tong〈Makana Say 配音〉）
- 替身計畫（Jacobo〈Candi Milo 配音〉）
- 少年悍將：東京攻略！（電腦）
- Yin Yang Yo！（英语：Yin Yang Yo!）（Ele Mental〈Linda Ballantyne 配音〉）

### 電視節目
TBS
- 日立 發現世界不可思議的地方！（日语：日立 世界・ふしぎ発見!）（旁白，2008年6月14日）
- 新地球神秘！1秒世界III（旁白，2008年1月12日）
- （旁白）
- （旁白，每日放送）
- 排名王國（日语：ランク王国）（拉魯夫〈代替[5]→第2代[注 2]〉）

NHK
- 漫步在世界街道（日语：世界ふれあい街歩き）（旁白，2009年2月19日）
- 完整的普契尼 ～誕生50年紀念 那個人與音樂大全集～（旁白，2008年12月23日，NHK-BShi）
- 天才兒童YOU（單元旁白）

東京電視台
- 早安攝影棚（日语：おはスタ）  丸！（丸）
- 世界驚愕字！（旁白）

### 廣告
- 在風中飛舞的塑膠布（日语：風に舞いあがるビニールシート）（NHK週六電視劇（日语：土曜ドラマ (NHK)））
- 激戀（NHK Midnight Channel（日语：ミッドナイトチャンネル））
- （劍姬神聖譚合作廣告）
- （CW-X）

### 廣播節目
- OBC 聲優王國！我喜歡你的聲音（主持人）
- FM大和（日语：大和ラジオ放送） 今晚最後！聲優王國（主持人）
- FM MOOV神戶（日语：エフエムムーヴ） （DJ）
- FM MOOV神戶 Delicious Flavor（記者）
- FM PORT（日语：新潟県民エフエム放送） TOKYO→NIIGATA MUSIC CONVOY（日语：TOKYO→NIIGATA MUSIC CONVOY）（2006年10月的主持人）

### 廣播劇
- VOMIC
  - 羽球女孩（日语：バドガール (漫画)）（柊一華）
  - PSYREN（夜科吹雪）

### 有聲書
- 月與萊卡與吸血公主1～2（朗讀（地之文））

### 播客
- 江戶東京人講座（日语：江戸東京人セミナー）（主持人）

### 合作
- 「東京動畫中心NEWS」

### 舞台
- 「California Dreamin」
- 「小紅帽與森林大野狼的聖誕節」

### 其它
- 東京動畫中心『聲優之日（日语：声優の日）』2007年11月17日起每個月的第三個星期日～（MC）
- 「興奮興奮聲優教室」杉並動畫博物館（主持人）
- 「月刊 太陽公公」（小學館，負責解說）
- CR怨屋本舗（曾武川由香）

## 音樂作品

### 角色歌曲
| 發行日期 | 標題                                | 名義                                               | 曲名               | 備註                           |
| 2006年   | 2006年                              | 2006年                                             | 2006年             | 2006年                         |
| -------- | ----------------------------------- | -------------------------------------------------- | ------------------ | ------------------------------ |
| 6月21日  | 角色迷你專輯 香月&千早              | 鈴原千早（關山美沙紀）                             | 「」               | 電視動畫《親愛芳鄰》相關歌曲   |
| 7月26日  | DRAMATIC☆GIRLY                      | 神田朱未、大原沙耶香、葉月繪理乃、關山美沙紀、步美 | 「DRAMATIC☆GIRLY」 | 電視動畫《親愛芳鄰》片尾主題曲 |
| 8月23日  | 親愛芳鄰 角色歌曲專輯 Discography！ | 有坂香月（神田朱未）、鈴原千早（關山美沙紀）       | 「大騒」           | 電視動畫《親愛芳鄰》相關歌曲   |
| 8月23日  | 親愛芳鄰 角色歌曲專輯 Discography！ | 鈴原千早（關山美沙紀）                             | 「絶感！」         | 電視動畫《親愛芳鄰》相關歌曲   |

## 腳註

## 外部連結
- 81 Produce公式官網的聲優簡介 （页面存档备份，存于） （日語）
- （日語）－關山美沙紀的官方個人部落格。
- 關山美沙紀的X（前Twitter） （日語）
- Misaki Sekiyama在互联网电影资料库（IMDb）上的資料（英文）